# حسن بشیر
حسن بشیر (زادهٔ ۱۳۳۳) مدرس و نویسنده حوزه رسانه و ارتباطات، عضو هیئت علمی گروه معارف اسلامی، فرهنگ و ارتباطات دانشگاه امام صادق، عضو هیئت امنای دانشگاه مذاهب اسلامی، مدیر سابق آکادمی آکسفورد برای مطالعات عالی- آکسفورد- انگلستان و رئیس سابق مؤسسه مطالعات اسلامی لندن است.
او صاحب کرسی «دیپلماسی گفتمانی» در کرسی‌های نظریه‌پردازی است.
وی نویسنده مقاله «تحلیل گفتمان فیلم‌های تبلیغاتی نامزدهای دهمین دوره انتخابات ریاست جمهوری اسلامی ایران (۱۳۸۸)» است.
وی در سال ۱۳۹۹ هفتمین جایزه بین‌المللی دکتر حمید نطقی (پدر روابط عمومی ایران) را کسب کرد.

## زندگی
بشیر در سال ۱۳۳۳ در خراسان متولد شد.

## تحصیلات
بشیر کارشناسی خود را حد فاصل سال‌های ۱۳۵۲ تا ۱۳۵۵ در رشته مهندسی کشاورزی از دانشگاه صنعتی جندی‌شاپور اهواز کسب کرده‌است. قریب دو دهه پس از اتمام مقطع کارشناسی، کارشناسی ارشد خود را در رشته روابط بین‌الملل از دانشگاه ناتینگهام ترنت اخذ می‌کند. وی دکترای جامعه‌شناسی ارتباطات بین‌الملل خود را در سال ۱۳۸۰ از دانشگاه لیستر انگلستان دریافت کرده‌است.

## بازگشت به ایران
وی پس از حدود ۱۵ سال اقامت در انگلستان در سال ۱۳۸۴ به ایران بازگشت و به عضویت هیئت علمی دانشگاه امام صادق درآمد.
وی در دی ماه ۱۳۹۴ به پیشنهاد محسن اراکی و با حکم محمد فرهادی (وزیر وقت علوم تحقیقات و فناوری) به عنوان عضو هیئت امنای دانشگاه مذاهب اسلامی منصوب شد.

## دیدگاه‌ها
- تمدن بر سه‌پایه «جامعه آگاه»، «علم مفید» و «فرهنگ غنی» استوار است.

جامعه آگاه: آگاهی جامعه نه فقط به معنای شناخت شرایط و موقعیت‌های موجود است بلکه فراتر از آن توانایی آن برای حل مشکلات است. جامعه‌ای که نتواند بر مشکلات خود غالب شود، اصولاً جامعه آگاه نیست. جامعه‌ای است که غفلت زده‌است و در یک «بحران آگاهی» به سر می‌برد. چنین جامعه‌ای نمی‌تواند تمدنی را بسازد.
علم مفید: تأکید بر مفید بودن علم مهم است. علمی که نتواند به درد جامعه بخورد و در حل مشکلات آن نقش نداشته باشد، علم مفید نیست. نوعی از شناخت کلی است که گاهی ضرورت نیز ندارد. غرب نوعی از تمدن را بر پایه نیازهای مادی انسان به وجود آورد. این تمدن پایه‌های علمی خاص خود را دارد و لذا توانست بر مشکلات مادی خود تا اندازه زیادی فائق آید. اما مشکلات انسان فراتر از مسائل مادی است. انسان به مسائل اخلاقی، روحی، دینی و فرهنگی نیاز دارد که با فطرت وی هماهنگ باشد.
فرهنگ غنی: بدون یک فرهنگ غنی که ریشه در تاریخ و هویت و فکر داشته باشد، تمدنی به وجود نمی‌آید. در اینجا است که مثلاً نقش فلسفه در شکل‌گیری تمدن مهم است. ملتی که نگاه فلسفی عمیق به جهان داشته باشد دارای یک جهان بینی است. این جهان بینی اساس فرهنگ آن را تشکیل می‌دهد.
- ساماندهی فضای مجازی، نه از طریق برخورد سلبی بلکه با راهکارهای ایجابی و مثبت و افزایش سواد رسانه‌ای و اینترنتی باید صورت گیرد.[۱۵]

## سمت‌ها
- رئیس هیئت مدیره موسسه فرهنگی وهنری فرا ارتباط
- رئیس هیئت علمی دومین همایش بین‌المللی سواد رسانه‌ای و اطلاعاتی[۱۶]
- دبیر علمی کنفرانس بین‌المللی روابط عمومی ایران[۱۷]
- سردبیر مجله مطالعات آینده پژوهی امت اسلامی دانشگاه مذاهب اسلامی[۱۸]
- رئیس مؤسسه مطالعات اسلامی لندن (۲۰۰۴–۲۰۰۳)
- دبیر جشنواره رسانه‌های مجازی اداره کل فرهنگ و ارشاد اسلامی استان تهران[۳]
- مدیر آکادمی آکسفورد برای مطالعات عالی- آکسفورد- انگلستان (از ۲۰۰۰ تا ۲۰۰۴) وابسته به دانشگاه پورتسموث انگلستان برای تحصیلات کارشناسی ارشد و دکتری
- معاون پژوهشی دانشکده فرهنگ و ارتباطات دانشگاه امام صادق
- مدیر گروه ارتباطات و دین، مرکز تحقیقات دانشگاه امام صادق
- رئیس دانشکده فرهنگ و ارتباطات دانشگاه امام صادق
- سردبیر نشریه «ارتباطات و دین»، مرکز تحقیقات دانشگاه امام صادق
- سردبیر فصلنامه علمی-تخصصی «نامه صادق»
- عضو هیئت تحریریه فصلنامه‌های: «مطالعات فرهنگی و ارتباطات» دانشگاه تهران، «گلوبال مدیا ژورنال» (Global Media Journal)، «خط اول» (نام جدید: رهیافت انقلاب اسلامی)، «مطالعات آفریقا»، «مطالعات فرهنگی ایران» پژوهشگاه مطالعات فرهنگی و اجتماعی وزارت علوم، تحقیقات و فناوری.
- مدیر مسئول سایت علمی سه زبانه «دین، فرهنگ و ارتباطات» به زبانهای: فارسی، انگلیسی و عربی، دانشگاه امام صادق
- مدیر مسئول مجله الکترونیکی «دعوت» صادره از انجمن علمی دانشکده معارف اسلامی و فرهنگ و ارتباطات، دانشگاه امام صادق
- مدیر مسئول و سردبیر چندین نشریه در لندن از جمله: (Discourse) به زبان انگلیسی، (Open Harts) به زبان انگلیسی، (شئون اسلامیه) به زبان عربی، Iqra: Quran in Focus) نشریه قرانی به زبان انگلیسی.
- عضو هیئت امنای دانشگاه مذاهب اسلامی[۲]
- عضو هیئت علمی دانشکده مدیریت رسانه دانشگاه ادیان و مذاهب

### ترجمه کتاب
- مرزهای نو در ارتباطات بین‌الملل، نوشته دکتر مهدی سمتی، ۱۳۸۸، انتشارات دانشگاه امام صادق (ع). New Frontiers in International Communication Theory
- گفتارهایی دربارهٔ فرهنگ، ارتباطات و توسعه (مجموعه مقالات ترجمه‌ای از انگلیسی به فارسی)، ۱۳۸۸، انتشارات دانشگاه امام صادق
- رسانه‌ها در کشورهای عربی حاشیه خلیج فارسی، ۱۳۸۹، انتشارات دانشگاه امام صادق
- ضد جریان در اخبار جهانی، ۱۳۹۱، انتشارات دانشگاه امام صادق[۲۶]
- ارتباط ریسک: آینده چالش‌برانگیز (چینش واژگان در ارتباطات ریسک)، ۱۳۹۳، شرکت انتشارات علمی و فرهنگی.[۲۷]
- تخریب و نابودی مساجد در بحرین، ۱۳۹۴، انتشارات موعود صادق[۲۸]
- نظریه‌پردازی دربارهٔ ارتباطات میان فرهنگی، ۱۳۹۶، انتشارت دانشگاه امام صادق (ع)[۲۹]